# 라이언 머피
라이언 머피(영어: Ryan Patrick Murphy, 1965년 11월 30일 ~ )는 미국의 텔레비전 감독, 텔레비전 프로듀서, 각본가이다. 대표 작품으로 《글리》와 《닙턱》이 있다.

## 영화
- 먹고 기도하고 사랑하라
- 글리: 더 3D 콘서트 무비
- 보이즈 인 더 밴드

## TV 출연
- 파퓰러 (드라마)
- 닙턱
- 글리 (드라마)
- 아메리칸 호러 스토리
- 뉴 노멀 (드라마)
- 더 노멀 하트
- 스크림 퀸스
- 아메리칸 크라임 스토리
- 퓨드
- 9-1-1 (드라마)
- 포즈 (드라마)
- 더 폴리티션
- 9-1-1: 론 스타
- 오, 할리우드
- 래치드